# All My Life (låt av Benjamin Ingrosso)
All My Life är en låt skriven av artisten Benjamin Ingrosso, Anya Jones, Vincent Pontare och Salem Al Fakir, båda kända från bland annat musikduon Vargas & Lagola. Låten släpptes den 9 augusti 2024 och är den femte singeln från Ingrossos kommande album Pink Velvet Theatre. Låten släpptes samma dag som Ingrosso spelade på ett utsålt Stadion i Stockholm. Låten hamnade på tredje plats på Spotify Swedens topp 50-lista.
Ingrosso säger själv om låten:
”All my life handlar om att äntligen hittat det man letat efter i hela sitt liv. Det kan vara en partner, ett sätt att leva, ett jobb eller något man drömt om. Den handlar om att allt är möjligt och är kanske den mest lekfulla låt jag har skrivit.”

## Bakgrund
Ingrosso spelade låten under våren 2024 på sin Europa-turné Better Days Tour och låten blev en stor publikfavorit. Låten spreds fort via sociala medier, främst Tiktok och Instagram. Låten återkom sedan på den svenska sommarturnén med samma namn. 